# Exochella hymanae
Exochella hymanae är en mossdjursart som först beskrevs av Rogick 1956.  Exochella hymanae ingår i släktet Exochella och familjen Exochellidae. Inga underarter finns listade i Catalogue of Life.